# Adicella maura
Adicella maura är en nattsländeart som beskrevs av Navás 1922. Adicella maura ingår i släktet Adicella och familjen långhornssländor. Inga underarter finns listade i Catalogue of Life.